# Sheep Marketplace
Sheep Marketplace era un mercat anònim creat com a servei ocult de Tor. Es va llançar el març de 2013 i va ser un lloc poc conegut fins que va guanyar popularitat amb el tancament ben publicitat del mercat Silk Road finals d'aquell any. Va deixar de funcionar el desembre de 2013, quan va anunciar que es tancava després que un venedor va robar 6 milions de dòlars en bitcoins dels usuaris.

## Incident de robatori de Bitcoin
El desembre de 2013, Sheep Marketplace va anunciar que un dels venedors del lloc va explotar una vulnerabilitat per robar 5400 bitcoins, valorats en uns 6 milions de dòlars en aquell moment. Segons Forbes i The Guardian, diversos usuaris van informar que el lloc havia començat a bloquejar les retirades de bitcoins més d'una setmana abans del robatori. A més, els usuaris van suggerir que els administradors del lloc tenien molt més de 5400 bitcoins, apuntant a registres d'una transferència casual de gairebé 40.000. Quan els usuaris dels fòrums del lloc van començar a queixar-se i discutir la possibilitat de connivència, els administradors van deixar el fòrum fora de línia.
Les víctimes del robatori han intentat identificar el lladre enviant bitcoins "etiquetats" als seus comptes, utilitzant la naturalesa pública de les transaccions de bitcoins per seguir aquests diners a través del registre de transferències "blockchain". Al cap d'un parell de dies després del robatori, es va notar que una gran quantitat de bitcoins estava processada per Bitcoin Fog, un "mesclador" usat per rentar bitcoins remenant-los entre molts comptes per una petita tarifa. La mida de la transacció, 96.000 bitcoins, va fer que Bitcoin Fog fallés, deixant els diners traçables. No gaire després, es va trobar que l'última cartera coneguda de l'usuari que s'havia suposat que era el lladre era una cartera propietat de BTC-e, un gran intercanvi de divises de bitcoins. Això ha fet especular que el lladre va enviar els seus diners a l'intercanvi amb l'esperança de canviar les monedes per criptomonedes alternatives o passar a noves carteres per ofuscar encara més el seu camí.
El maig de 2016 dos homes de Florida, aleshores estudiants de vint-i-un anys Sean Mackert i Nathan Gibson, van ser arrestats després de rastrejar transaccions de Bitcoin a través de Coinbase. Posteriorment, la parella es va declarar culpable del delicte de frau de Bitcoin a Sheep Marketplace el 2018 i ara s'enfronten a una pena màxima de presó de fins a vint anys. Des de llavors, el govern federal dels Estats Units s'ha confiscat per uns 4 milions de dòlars de Bitcoin robats per Macert i Gibson.